# Superchick (gruppo musicale)
I Superchick sono stati un gruppo musicale christian rock statunitense attivo dal 1999 al 2013.

## Storia del gruppo
Il gruppo è originario di Chicago e ha debuttato dal vivo nel 1999. Nel 2000 è stato pubblicato il primo eponimo album, riedito l'anno seguente dalla Inpop Records con tre tracce aggiuntive e col titolo Karaoke Superstars.
Nell'ottobre 2002 esce Last One Picked.
Dopo aver firmato un contratto con la Columbia Records, la band pubblicato nel 2005 Beauty from Pain.
Nel dicembre 2008 ricevono la nomination ai Grammy Awards come "miglior album rock o rap gospel" per Rock What You Got, prodotto e pubblicato proprio nel 2008.
Nel giugno 2011 Tricia Brock, voce del gruppo, debutta da solista con l'album The Road. Dopo l'addio di Chase Lovelace, il gruppo si scioglie ufficialmente nell'agosto 2013.

## Formazione
Ex membri
- Tricia Baumhardt (Tricia Brock) - voce
- Matt Dally - basso, voce, synth
- Max Hsu - DJ, tastiere
- Melissa Brock - chitarra, voce
- Dave Ghazarian - chitarra
- Clayton Hunt - batteria
- Brian Fitch - batteria
- Justin Sharbono - chitarra
- Andy Vegas - batteria, basso
- Dave Clo - basso, chitarra
- Ben Dally - batteria
- Brandon Estelle - batteria
- Chase Lovelace - batteria
- Aaron Tosti - batteria

## Discografia
Album studio
- 2001 - Karaoke Superstars
- 2002 - Last One Picked
- 2005 - Beauty from Pain
- 2006 - Beauty from Pain 1.1
- 2008 - Rock What You Got

Album remix
- 2003 - Regeneration
- 2010 - Reinvention

Raccolte
- 2013 - Recollection